# Иналов, Хамид Адамович
Хамид Адамович Иналов — советский и российский милиционер, генерал-майор, министр внутренних дел Чечни.

## Биография
После службы на флоте демобилизованному старшине второй статьи предложили работать в милиции. В 1962 году окончил Саратовскую специальную школу милиции. Через год стал старшим следователем по особо важным делам, а затем — заместителем начальника РОВД по оперативной работе. В 1989 году был назначен заместителем начальника Управления уголовного розыска МВД Калмыкии. Им были раскрыты сотни преступлений, из них 627 дел связанных с убийствами.
В сентябре 1991 года был откомандирован в Чечню. К этому моменту уже были разграблены воинские части и на руках находилось большое количество оружия. В самом МВД республики не было единоначалия: министром Москвой был назначен Ваха Ибрагимов, а Джохаром Дудаевым — Алу Алсултанов. В этот же период произошло похищение ректора Чечено-Ингушского государственного университета В. А. Кан-Калика.
Этот период в истории республики характеризуется всплеском преступности. Кроме того, в системе МВД оказалось много случайных людей, карьеристов и взяточников. Летом 1994 года в результате взрыва фугаса был убит министр МВД Чечни Магомед Эльдиев. Должность министра была предложена Иналову, который потребовал права увольнения из органов некомпетентных работников. Однако, поскольку эти люди являлись опорой власти, ему в этом праве было отказано.
Какое-то время после увольнения из органов он жил дома. Из-за угрозы ареста он уехал в Знаменское, где формировалось Временное правительство Чечни под руководством Саламбека Хаджиева. В этом правительстве Иналов занял должность министра внутренних дел. Вскоре после начала боевых действий Временное правительство переехало в Грозный.
О готовящемся теракте в Кизляре в январе 1996 года, составе группы Радуева, вооружении, маршруте и дате стало известно ещё в декабре 1995 года. Однако никаких мер для предотвращения теракта предпринято не было.
В феврале 1996 года в центре Грозного проходил стихийный митинг против военных действий. Более восьми тысяч человек дневали и ночевали на площади перед Президентским дворцом. 10 февраля 1996 года Иналову подсунули для подписи приказ о силовом разгоне митинга. Однако он отказался подписать документ. Его поддержали министр внутренних дел России Анатолий Куликов и начальник Главного управления оперативных штабов МВД России генерал Константин Петровский. Иналов приехал к митингующим и убедил их разойтись во избежание кровопролития. Были мобилизованы 325 автобусов и 12 камазов, на которых митинговавших развезли по домам.
В августе 1996 года снова начались бои за Грозный. Правительственный комплекс оказался заблокирован боевиками. Прорвавшийся через окружение отряд милиционеров вывел из опасной зоны работников правительства и вывез более десяти тысяч личных дел сотрудников МВД.
После окончания первой чеченской войны Иналову пришлось жить в Ставропольском крае. В 1998 году он написал рапорт об отставке. По приказу Басаева дом Иналова был экспроприирован и передан для проживания террористам, захватившим паром «Аврасия», которые жили в нём до начала второй чеченской войны. Когда они покидали дом, один из жильцов отдал ключ соседу с просьбой передать его настоящему хозяину.
После возвращения Чечни в состав России Иналов два года работал начальником отдела по правоохранительным органам в Совете Безопасности Чечни, а затем — заместителем начальника охотохозяйства республики.